# Zitadelle Thăng Long
Die Zitadelle von Thăng Long (Hán tự 黄城昇龍, vietnamesisch Hoàng thành Thăng Long, wörtlich: Kaiserliche Zitadelle des aufsteigenden Drachen) mit der ehemaligen Kaiserstadt lag am Westufer des Sông Hồng in Hanoi, der Hauptstadt Vietnams. Sie war der Kaiserhof mehrerer vietnamesischer Kaiser-Dynastien, unter denen Thăng Long zwischen 1010 und 1802 mit verschiedenen Namen Hauptstadt war.
Seit 2001 wurden an der Adresse Hoàng Diệu 18 Teile des historischen Geländes wiederentdeckt und besonders bei Arbeiten für den Neubau der Nationalversammlung Hội trường Ba Đình gegenüber dem Ho Chi Minh-Mausoleum wurden bedeutende Funde gemacht. Seit 2002 werden archäologische Ausgrabungen durchgeführt. Der Zentralbereich der Zitadelle wurde 2010 zum UNESCO-Weltkulturerbe erklärt. Die Fläche des Welterbes umfasst 20 ha der Gesamtfläche der Zitadelle von 140 ha.

## Geschichte

### Vorgeschichte
Die Region um die Hauptstadt Hanoi im Delta des Roten Flusses gilt mit ihrer wechselhaften Geschichte als Wiege der vietnamesischen Kultur.
Das legendäre Reich Văn Lang (Hán tự: 文郎) des Stammes Lạc Việt wurde in der Hồng Bàng-Dynastie von den 88 Hùng-Königen regiert. 257 v. Chr. schlug Thục Phán (蜀泮, Herrschername An Dương Vương) aus dem Stamm Âu Việt bei Phật Tích in der heutigen Provinz Bắc Ninh den letzten der Hùng-Könige. Daraufhin vereinigte er Văn Lang mit seinem Land Tây Âu und gründete das Königreich Âu Lạc. Als Hauptstadt erbaute er bei Phong Khê in Hanois ländlichem Bezirk Đông Anh, nördlich der heutigen Innenstadt, die Zitadelle Cổ Loa Thành (Hán Việt: 古螺, Antike Schneckenburg oder Spiralburg). Der Name deutet auf die Form der Ringwälle um die Festung hin. Heute sind nur noch wenige Überreste erhalten. Nach einem langen Krieg mit der chinesischen Qín-Dynastie wurde Âu Lạc 208 oder 207 v. Chr. von dem nordchinesischen Qín-General Zhào Tuó (Hán tự: 趙佗 W.-G.: Chao T’o, vietn.: Triệu Đà) erobert. Als der Staat Qín von den Hàn erobert wurde, nannte Triệu Đà sein unabhängiges Königreich Nam Việt (Hán tự: 南越, Pinyin: Nányuè, Südliches Việt), nahm den Königsnamen Vũ Vương (chin. 武王, Wǔ Wáng) an und begründete die Triệu-Dynastie. Bis 203 v. Chr. entstand deren Hauptstadt in Phiên Ngung, dem heutigen Panyu.
111 v. Chr., während der späten Han-Dynastie, annektierten die Truppen Hàn Wǔdìs Nam Việt und gliederten es als Präfektur Giao Chỉ (郡 jùn (quận), 交趾 Jiāozhǐ) in das chinesische Reich ein. Während der Rebellion der Trưng-Schwestern gegen die chinesischen Besatzer diente in den Jahren 40 bis 43 Mê Linh, 40 km westlich des heutigen Zentrums von Hanoi gelegen, als Hauptquartier. Ab dem Jahr 541 rebellierten die Vietnamesen unter Lý Bí (Lý Bôn) in der damaligen chinesischen Provinz Jiaozhou (交州, vietnamesisch: Giao Châu) gegen die Herrschaft der Liang-Dynastie. Im Laufe dieser Lý-Rebellion erklärte sich Lý Bí 544 selbst mit dem Herrschernamen Lý Nam Đế zum „südlichen Kaiser der Lý“ und nannte sein Reich Vạn Xuân („Zehntausend Jahre Frühling“). Das Regierungszentrum legte er nach Long Biên, dem heutigen Distrikt Hanois, wo es bis 602, in der Zeit des Unabhängigkeitskampfes unter General Triệu Việt Vương, verblieb. Diese Periode wird von Historikern auch als Frühere Lý-Dynastie (Nhà Tiền Lý, 前李朝) bezeichnet.
Im Jahr 607 gründeten die Chinesen am Zusammenfluss des Sông Đuống und des Flüsschens Tô Lịch mit dem Roten Fluss einen Verwaltungssitz namens Tống Bình (宋平, Pinyin: Sòngpíng) und errichteten zu dessen Verteidigung gegen aufständische Vietnamesen am Ufer des Tô Lịch die Befestigungsanlage Đại La (大羅, Großes Netz), die immer weiter ausgebaut wurde. 866–870, während der Tang-Dynastie, erreichte diese Zitadelle unter General Cao Biền (高駢, Gāo Pián) ihre größte Ausdehnung. Laut alten Chroniken soll der sechs Kilometer lange und acht Meter hohe Außenwall von 55 Wachtürmen überragt worden sein und fünf große Tore besessen haben. Während der chinesischen Besatzung wechselte der Name Tống Bình zu Long Đỗ (龍肚, Bauch des Drachen). Zur Abwehr einer chinesischen Expeditionsflotte ließ General Ngô Quyền 938 in den Fluss Bạch Đằng bei Hải Phòng Bambuspfähle mit eisernen Spitzen einrammen. Bei Ebbe wurden die Schiffe von den Pfählen durchbohrt und mehr als die Hälfte sanken. Diese Schlacht am Bạch-Đằng-Fluss beendete die über tausendjährige chinesische Herrschaft über Nordvietnam. 939 gründete Ngô Quyền den unabhängigen Staat Đại Cồ Việt und bestimmte die alte Festung Cổ Loa zur Hauptstadt. Der Begründer der Đinh-Dynastie und erste Kaiser Vietnams, Đinh Bộ Lĩnh, verlegte 968 die Hauptstadt des Reiches in die Nähe seines Geburtsortes Gia Viễn nach Hoa Lư in der Gemeinde Trường Yên. Hier, inmitten der trockenen Halong-Bucht, heute in der Provinz Ninh Bình gelegen, war sie in sicherer Entfernung zur chinesischen Grenze, und verblieb dort während der Đinh- und der Früheren Lê-Dynastie bis ins Jahr 1009.

### Von Đại La zu Thăng Long

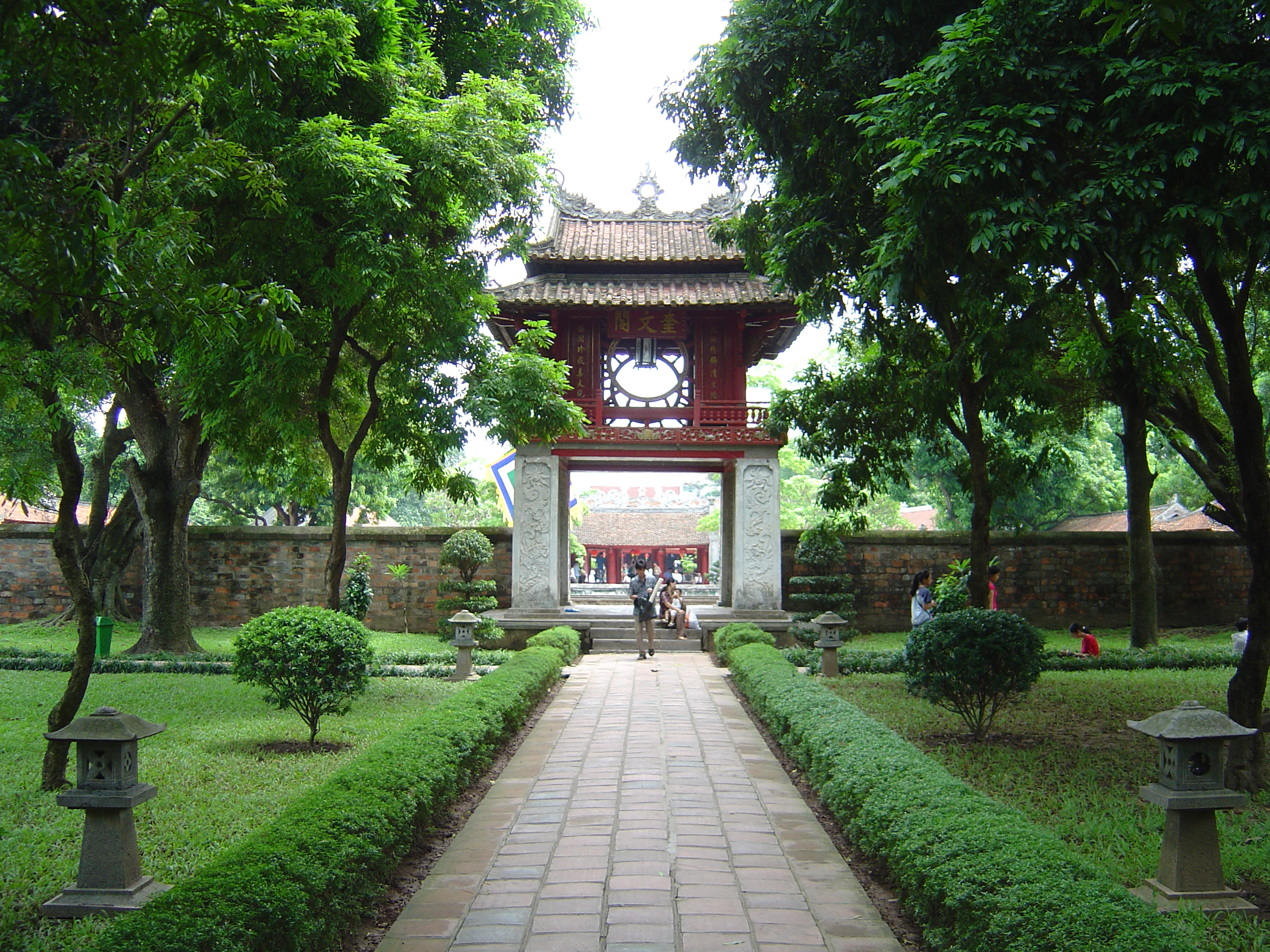
Das Khuê Văn Các-Pavillon, Eingang zum dritten Innenhof des Literaturtempels

Im Jahre 1009 bestieg Lý Công Uẩn unter dem Herrschernamen Lý Thái Tổ den Königsthron und begründete damit die Lý-Dynastie. Im Jahre 1010 wählte er Đại La zu seiner Residenzstadt und nannte den Ort Thăng Long (昇龍, aufsteigender Drache). Der Legende nach soll er am Ufer des Tô Lịch die Vision eines aus den Fluten aufsteigenden gelben Drachen gehabt haben. Auf den Trümmern der chinesischen Festung und auf trockengelegtem Schwemmland wurde die neue kaiserliche Residenz errichtet, deren Architektur an chinesische Vorbilder angelehnt wurde. So wurden in der quadratische angelegten inneren Königsstadt (Hoàng Thành) die wichtigsten Gebäude entlang einer Nord-Süd-Achse angeordnet, in der Mitte die Thronhalle, die Ministerien und Verwaltungsgebäude. Nördlich lag die ab 1029 erbaute Purpurne Verbotene Stadt (Tử Cấm Thành) mit kunstvollen Palästen und Gartenanlagen, in der die königliche Familie residierte. Dieser innere Bereich wurde von der ebenfalls quadratischen Äußeren Stadt (Kinh Thành) mit den Vierteln des einfachen Volkes, der Händler und Handwerker umschlossen, die in 61 Blöcke (Phường) unterteilt wurde. Als Relikt dieser Volksstadt, die auch die Paläste versorgte, kann heute noch das im 15. Jahrhundert entstandene „Viertel der 36 Gassen“ (36 phố phường) in Hanoi besichtigt werden.
In der beginnenden Lý-Dynastie erlebte das Land eine Blüte in Politik, Verwaltung, Kultur und Religion, die sich auch in den Erweiterungen von Thăng Long widerspiegelte. 1049 beispielsweise ließ der Sohn von Lý Thái Tổ, König Lý Thái Tông, die Einsäulenpagode (Chùa Một Cột) erbauen. 1054 änderte dessen Sohn Lý Thánh Tông den Namen des Reiches in Đại Việt (大越, Großes Viet). Im Jahr 1070 erbaute er als Nationalakademie den konfuzianischen Literaturtempel, Văn Miếu - Quốc Tử Giám (文廟), die erste Akademie des Landes, in der 1076 bis 1915 die Söhne der Mandarine unterrichtet wurden. Anfangs studierten in der Akademie für die Söhne der Nation nur Angehörige der königlichen Familie, später auch die Söhne anderer höfischer Adelsfamilien. Ab 1393 durften Mitglieder des Landadels, die die kaiserliche Beamtenprüfung absolviert hatten, hier ihre Ausbildung fortführen. Eine Sammlung von 82 Stein-Stelen im Literaturtempel, auf denen die Daten der Absolventen der kaiserlichen Prüfungen während der Lê- und der Mạc-Dynastien 1442 bis 1779 eingeschlagen sind, wurde am 9. März 2010 in das UNESCO-Weltdokumentenerbe aufgenommen. Gegen die periodisch wiederkehrenden Überschwemmungen durch den Roten Fluss schützten die Baumeister die Zitadelle durch die Anlage von Deichen und Kanälen, eine Kunst, die seit jener Zeit im Delta des Flusses immer weiter perfektioniert wurde.

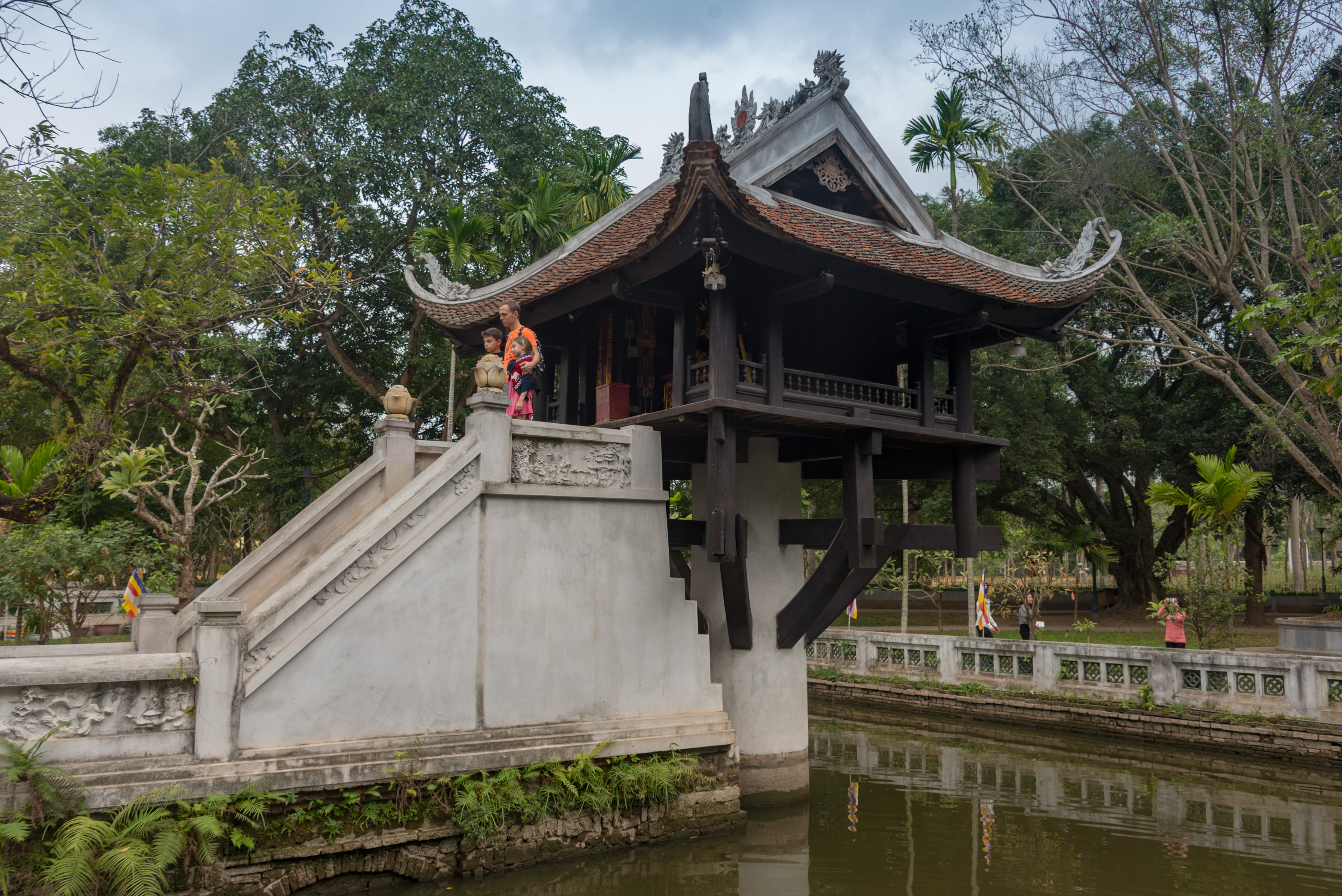
Rekonstruktion der Einsäulen-Pagode

Im Lý-Song-Krieg zwischen Đại Việt und der chinesischen Song-Dynastie wehrte General Lý Thường Kiệt 1077 am Fluss sông Như Nguyệt, einem Abschnitt des sông Cầu nördlich von Bắc Ninh, den Feldzug der von General Quách Quỳ geführten Truppen von Kaiser Shénzōng auf die Zitadelle ab. 1225 übernahm die Trần-Dynastie die Macht und behielt die Hauptstadt bei. Zwischen 1257 und 1288 wurde Thăng Long dreimal von den Mongolen angegriffen und völlig zerstört. Während der Regentschaft von Kaiser Trần Nhân Tông besiegte General Trần Hưng Đạo 1288 die Truppen Kublai Khans am historischen Fluss Bạch Đằng. 1371, 1377 und 1383 eroberten Truppen der Champa unter König Chế Bồng Nga (Po Binasuor) die Zitadelle. 1400 beendete der Rebell und Usurpator Hồ Quý Ly die Herrschaft der Trần-Dynastie und führte in der nur siebenjährigen Hồ-Dynastie das in Đại Ngu umbenannte Reich. Der Regierungssitz wurde in die 1397 im heutigen Distrikt Vĩnh Lộc der Provinz Thanh Hóa erbaute Zitadelle der Hồ-Dynastie (Thành nhà Hồ oder Thành Tây Đô) verlegt. Von dieser ersten der „westlichen Hauptstädte“ Tây Đô (chữ Hán: 西都), später Tây Kinh (西京), sind außer den Toren nur Ruinen erhalten. Thăng Long benannte Hồ Quý Ly in Đông Đô (東都, östliche Stadt) um.
Ab 1406 unterwarfen Truppen der chinesischen Ming-Dynastie unter Kaiser Yongle ganz Đại Việt (Annam-Krieg) und schleiften die Zitadelle Đông Đô, deren Name in Đông Quan (東關, Tor des Ostens) geändert wurde. Die anschließende vierte Periode chinesischer Herrschaft von 1407 bis 1427 wird in Vietnam mit Bắc thuộc lần thứ tư bezeichnet. Als Erfolg des Lam-Sơn-Aufstands gelang dem Begründer der Hậu Lê-Dynastie, Lê Lợi, dem postum der Tempelname Lê Thái Tổ verliehen wurde, 1428 die Einigung mit dem Ming-Kaiser Xuande und die Befreiung Vietnams von der chinesischen Herrschaft gegen Tributzahlungen. Eine wichtige publizistische Rolle soll dabei Nguyễn Trãi gespielt haben. Lê Lợi residierte wieder in der Zitadelle am Roten Fluss, wo er prachtvolle Paläste und Tempel errichten ließ, und die er 1430 von Đông Quan in Đông Kinh (東京, Östliche Königsstadt) umbenannte. (Anm.: Mit den chinesischen Schriftzeichen bzw. Kanji 東京 wird auch die Japanische Hauptstadt Tokyo bezeichnet.) Die hundertjährige Epoche, die mit der Machtergreifung von Lê Thái Tổ begann, wird auch als das „goldene Zeitalter“ der vietnamesischen Staatskunst, Geschichte und Kultur bezeichnet. Dessen Enkel Lê Thánh Tông, der von 1460 bis zu seinem Tod 1497 regierende fünfte Kaiser der Späteren Lê-Dynastie, ließ den Kaiserpalast Kính Thiên mit der Haupthalle der Zitadelle erbauen. Seinen Truppen gelang 1471 die Unterwerfung Champas. Lê Thánh Tông beauftragte den Historiker Ngô Sĩ Liên, die offizielle nationale Chronik von Đại Việt zusammenzustellen. Diese wurde 1479 als Đại Việt sử ký toàn thư (chữ Hán 大越史記全書) herausgegeben, und in den folgenden Dynastien periodisch ergänzt. Während des Intermezzos der Mạc-Dynastie (1527–1592) und bis Ende der zweiten Herrschaftsperiode der Hậu Lê-Dynastie 1778 behielt die Zitadelle den Namen Đông Kinh. Den portugiesischen Abenteurern und Händlern, die ab 1516 in das Land eindrangen, folgten ab 1527 katholische Missionare aus mehreren europäischen Ländern. Diese bezeichneten den nördlichen Teil Vietnams nach Đông Kinh als Tonkin.

### Teilung des Landes und Phú Xuân
Die Periode der Teilung von Đại Việt begann um 1520 mit dem Putsch des Mạc Đăng Dung, eines Hauptmanns der Leibwache am Lê-Hof. Dessen stärkste Gegenspieler in dieser Phase der schwächelnden Lê-Dynastie waren die Fürstengeschlechter der Trịnh unter Trịnh Duy Đại und Trịnh Duy Sản sowie der Nguyễn unter Nguyễn Hoàng Dụ. Diese flohen nach einiger Zeit zunehmender Spannungen südwärts in ihr gemeinsames Stammland im Bereich von Thanh Hóa, von Kaiser Lê Chiêu Tông "zu dessen Schutz" begleitet. 1522 wurde er von Mạc Đăng Dung abgesetzt und durch seinen Bruder Lê Cung Hoàng ersetzt. Lê Chiêu Tông fiel 1526 einem Anschlag von Mạc-Kräften zum Opfer. Wenig später wurden auch die Oberhäupter der Trịnh und der Nguyễn ermordet. 1527 ließ Mạc Đăng Dung auch den Lê-Kaiser Lê Cung Hoàng ermorden und rief sich selbst zum Kaiser aus. Mit der Installation seines Sohns Mạc Đăng Doanh zum Kaiser Thái Thượng Hoàng versuchte er die Macht der kurzlebigen Mạc-Dynastie zu festigen.

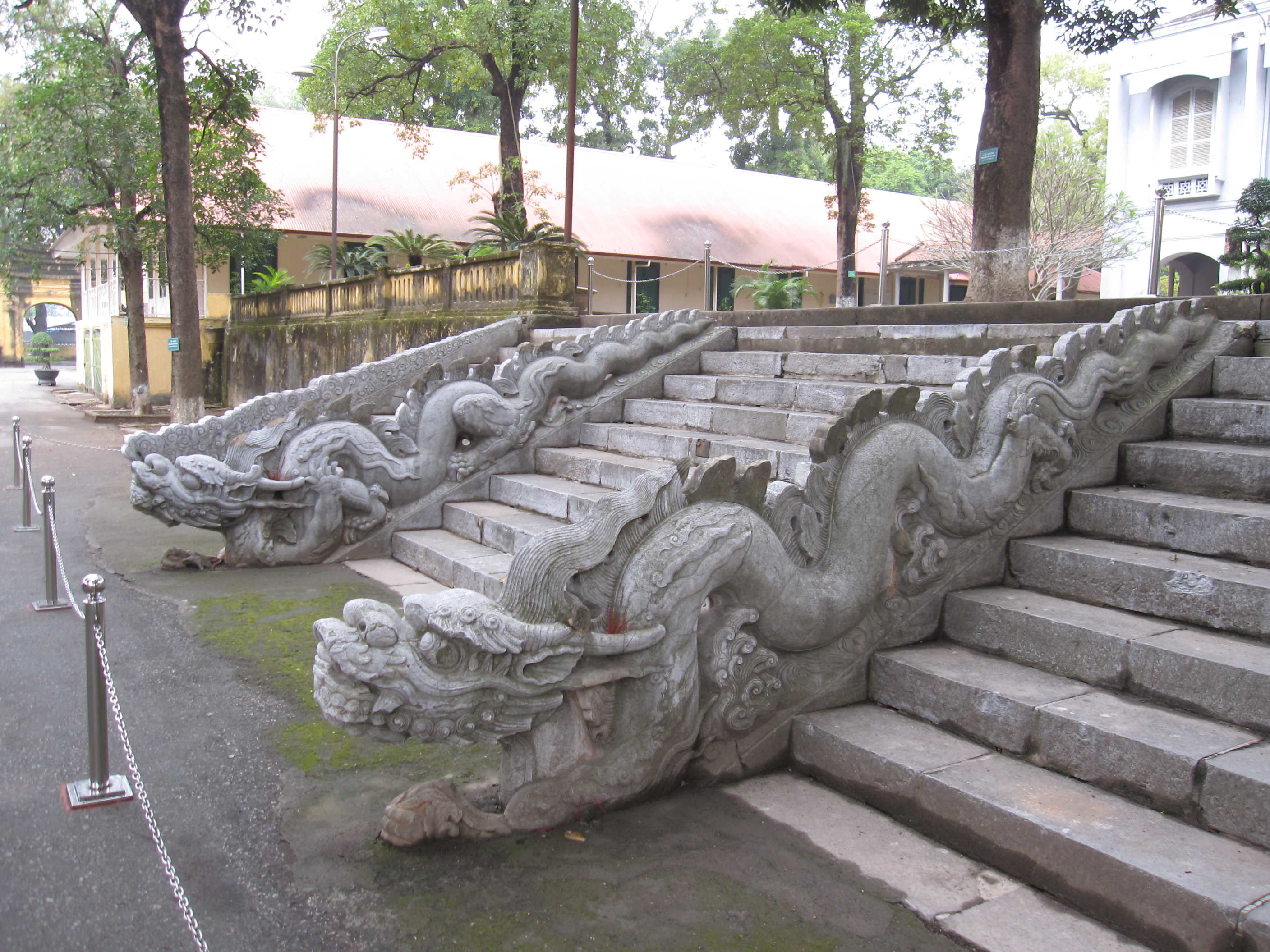
Überreste des Kính Thiên-Palastes: Drachen-Skulpturen von 1467

Nguyễn Kim, ein ehemaliger hoher Beamter am Lê-Hof, revoltierte gegen die Mạc und unterstützte König Lê Trang Tông, die Herrschaft der Lê im Raum von Thanh Hóa wiederherzustellen. Die Trịnh und die Nguyễn traten vorgeblich in den Konflikt ein, um den Lê-König zu unterstützen, verfolgten aber eigene Machtinteressen. Es begann eine Phase des Ringens dieser Fürstengeschlechter gegen die Mạc, das sich zu einem Bürgerkrieg ausweitete und 1592 mit der Niederschlagung der Mạc endete. Nun kämpften die Trịnh-Dynastie mit zeitweiliger Unterstützung durch niederländische Händler und die Nguyễn-Dynastie mit Hilfe von Portugiesen um die Vorherrschaft. Das führte um 1600 zu einem Riss durch das Land, als Nguyễn Hoàng die Hauptstadt seines Südreiches nach Phú Xuân verlegte, dem heutigen Huế in Zentralvietnam. Trịnh Tráng herrschte weiter von Đông Kinh aus über das Nordreich. Der Machtkampf eskalierte ab 1627 in einen offenen Krieg, in dessen Verlauf sieben Offensiven von Trịnh-Armeen gegen Phú Xuân scheiterten. Ab 1651 gingen auch die Nguyễn in die Offensive, wurden aber 1655 von Trịnh Tạc zurückgeschlagen. 1672 schloss dieser mit Nguyễn Phúc Tần einen Waffenstillstand, der die Teilung des Landes besiegelte. In den folgenden hundert Jahren entwickelten sich beide Landesteile unabhängig voneinander.
Im Jahre 1771 brach die Landarbeiter-Rebellion unter den Tây Sơn-Brüdern (西山) los, die 1775 Phú Xuân einnahmen. Einer der drei den Aufstand anführenden Brüder, Nguyễn Nhạc, wurde 1778 als Kaiser Thái Đức inthronisiert und machte Chà Bàn bei Quy Nhơn zu seiner Residenz. Im Jahr 1778 hatte Charles Chapman junior, der die Einfluss- und Handelsmöglichkeiten Großbritanniens und der Britischen Ostindien-Kompanie sondierte, eine Audienz beim König. Thái Đức folgte 1786 sein Bruder General Nguyễn Huệ (阮惠, 1753–1792), der 1775 das Land geeinigt hatte und als Bắc Bình Vương zweiter König der Tây Sơn-Nguyễn-Dynastie (1778–1802) wurde. 1788 gab er sich den Herrschernamen Quang Trung und verlegte den Regierungssitz nach Phú Xuân. Infolge der Unruhen besetzten chinesische Invasoren 1780 erneut die Zitadelle Đông Kinh, wurden aber 1789 von Quang Trung aus Đông Kinh und aus dem Land Đại Việt vertrieben. Während der kurzen Herrschaft der Tây Sơn-Dynastie trug die Zitadelle den Namen Bắc Thành (北城, Nördliche Festung). 
Die Epoche von 1533 bis 1789, in der die Spätere Lê-Dynastie im Norden des geteilten Landes die Kaiser stellte, welche aber über keine Macht verfügten, wird im vietnamesischen Nhà Lê trung hưng genannt, und von Historikern als Erneuerte oder Restaurierte Lê-Dynastie bezeichnet. Aus dem Bürgerkrieg, der dem Zerfall der Tây Sơn-Herrschaft folgte, ging 1789 mit französischer Hilfe Prinz Nguyễn Phúc Ánh aus der einflussreichen Händlerfamilie Nguyễn als Sieger hervor, der sich zum König Gia Long krönen ließ. Die französische Unterstützung des Südens wurde besonders durch den Missionar und Bischof Pierre Pigneau de Behaine vorangetrieben, der als Berater des Prinzen agierte. Der französische Militäringenieur Victor Olivier de Puymanel spielte als militärischer Reformer und Festungsbaumeister eine wichtige Rolle beim Aufbau der Nguyễn-Armee. 1802 nahmen Gia Longs Truppen Bắc Thành ein, doch aus Furcht vor Aufständen legte auch er 1804 die Residenz des Reiches, das er in Abstimmung mit dem chinesischen Kaiser Jiaqing Việt Nam nannte, in seine Heimatstadt Huế.

### Nguyễn-Dynastie und Kolonialzeit

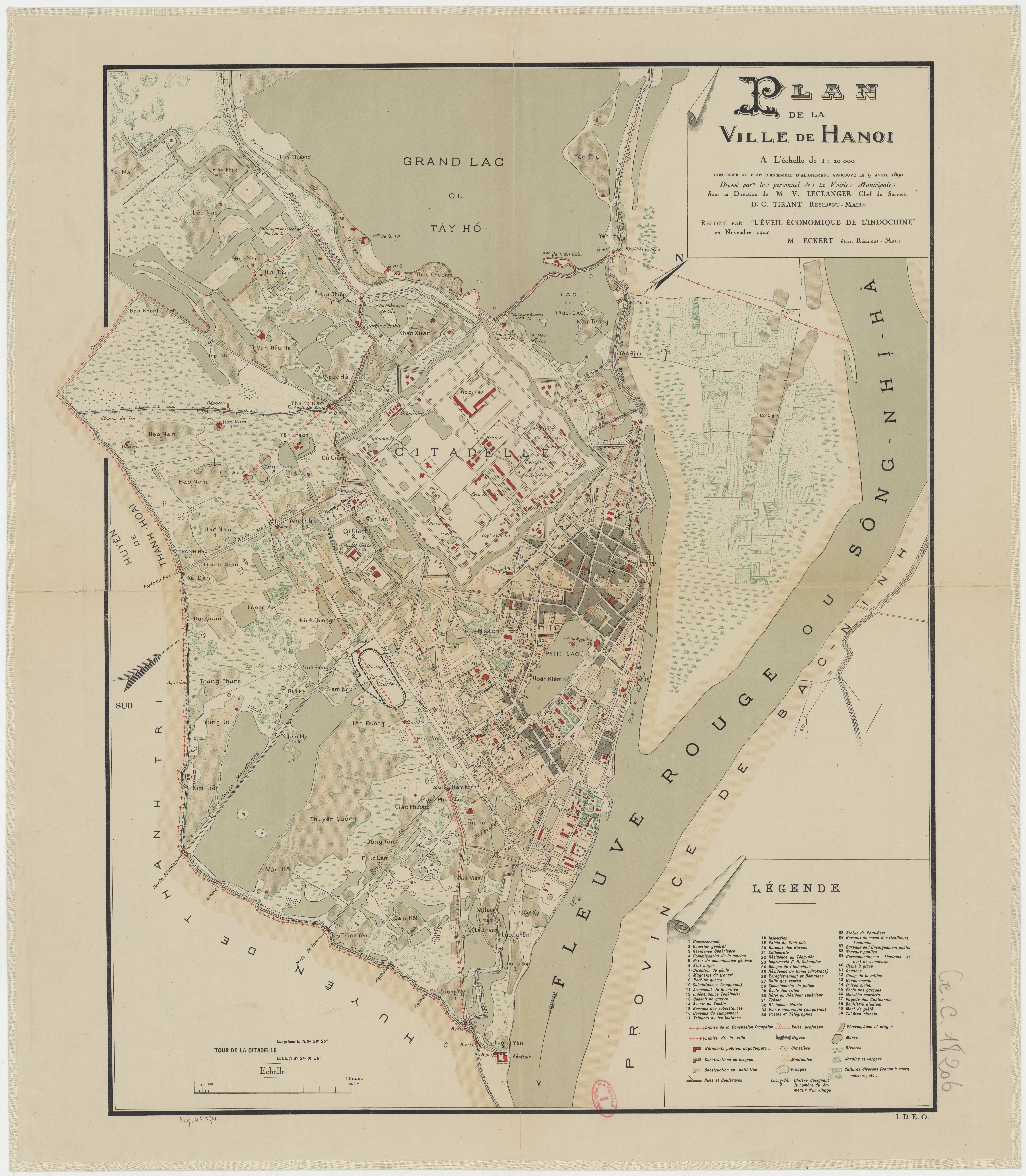
Karte von Hanoi, 1890

Unter der damit begründeten Nguyễn-Dynastie (1802–1945) wurde die Zitadelle zweiter Königssitz und erhielt wieder den Namen Thăng Long. Allerdings wandelte sich die Bedeutung leicht. Die jetzt benutzten Schriftzeichen 昇隆 brachten das „Emporsteigen“ mit dem steigenden Wohlstand in Verbindung, und das Schriftzeichen für „Drache“ wurde durch das für „Aufblühen“ ersetzt. Während Gia Long die Hauptresidenz Huế prachtvoll ausbaute, ließ er Thăng Long zurückbauen. Zwischen 1802 und 1812 wurde die Zitadelle nach Plänen französischer Festungsbaumeister im Stil des Festungsarchitekten Vauban neu erbaut. 1831, unter Kaiser Minh Mạng, wurde erstmals der heutige Name Hà Nội (河内, Stadt innerhalb der Flüsse) benutzt, da der Drache in dem klassischen Namen als Symbol der kaiserlichen Macht der Hauptstadt Huế vorbehalten bleiben sollte. Das Reich wurde 1820 in Đại Nam umbenannt, hieß ab 1839 aber wieder Việt Nam.
Im Juli 1857 entschied der französische Kaiser Napoleon III. nach Empfehlung einer durch ihn eingesetzten Kommission zur Formulierung einer Indochinapolitik, Vietnam zu kolonialisieren. Am 31. August 1858 ankerte ein Flottengeschwader mit 2500 Mann vor der Hafenstadt Đà Nẵng und besetzte die Forts der Bucht. Nachdem Kaiser Tự Đức in Huế nicht unter Zwang verhandeln wollte, nahmen französische Truppen am 17./18. Februar 1859 Sài Gòn ein und begannen mit dem Aufbau einer politischen Verwaltung. Angesichts der militärischen Erfolge der Franzosen und dem Wiederaufflammen von Bauernunruhen in Tonkin sah sich die Regierung in Huế gezwungen, am 5. Juni 1862 den Vertrag von Sài Gòn zu unterzeichnen, den ersten der Ungleichen Verträge mit dem Französischen Kaiserreich, in dem sie drei nördliche Provinzen Cochinchinas an Frankreich abtrat. Außerdem verpflichtete sie sich zur Zahlung von Reparationen und sicherte den Franzosen das Recht zur Missionierung, der Schifffahrt auf dem Mekong und des Handels in einigen Hafenstädten zu. Sài Gòn wurde zur Hauptstadt der Kolonie Cochinchina erklärt. Zur Durchsetzung der Handelsinteressen in China über den Roten Fluss begann nun auch die französischen Einflussnahme im Norden Vietnams. Historisch umstritten ist eine Episode, nach der der Diplomat Bùi Viện 1873 als „Großer Gesandter“ (Đại Sứ) von Kaiser Tự Đức den US-Präsidenten Ulysses S. Grant persönlich um Unterstützung gegen die Franzosen gebeten habe, woraufhin der US-Kongress eine Intervention abgelehnt habe.
1872/73 löste der französische Abenteurer und Händler Jean Dupuis (vn. Đồ Phổ Nghĩa) durch seine von den Vietnamesen nicht genehmigten Waffengeschäfte mit Südchina einen Zwischenfall aus, in dessen Verlauf er mit seiner Privatarmee aus Söldnern und 100 französischen Soldaten die Zitadelle besetzte. Der von ihm um Unterstützung gebetene Gouverneur von Cochinchina, Admiral Marie-Jules Dupré, entsandte zur Schlichtung Truppen unter dem Forschungsreisenden und Offizier Francis Garnier, der entgegen seinen Anweisungen am 20. November 1873 die Stadt nahm und weite Teile der Zitadelle zerstörte. Die vietnamesische Seite, deren schlecht ausgerüstete und trainierte Armee nicht in der Lage war, den Franzosen effektiven Widerstand zu leisten, rief die Schwarzen Flaggen unter Liú Yǒngfú (vn. Lưu Vĩnh Phúc) zu Hilfe, die tatsächlich die Franzosen schlugen. Im Verlauf der Kampfhandlungen fiel Garnier am 21. Dezember in einem Hinterhalt. Im Vertrag an Giáp Tuất (15. März 1874) verpflichtete sich Frankreich zwar, Tonkin wieder zu räumen, dafür musste Vietnam jedoch die Annexion der bis 1867 besetzten Gebiete anerkennen sowie weitere Häfen und den Roten Fluss für den französischen Handel öffnen. Außerdem verpflichtete sich die vietnamesische Regierung, ihre Außenpolitik mit der Frankreichs abzustimmen und gestand Frankreich ferner das Recht zu, bei der Aufrechterhaltung der inneren Ordnung und der Landesverteidigung „Hilfe zu leisten“. Diese weitgehenden Beschränkungen der Souveränität Vietnams lösten in Tonkin einen erneuten Aufstand aus. 
1881 entsandte die französische Regierung aufgrund wiederholter vietnamesischer Beschwerden über Tätigkeiten und Benehmen französischer Händler eine kleine Truppe unter Henri Laurent Rivière nach Hanoi, um die Vorfälle zu untersuchen. Nachdem es zu Widerständen gegen die Anwesenheit der französischen Truppen gekommen war, ließ Rivière am 25. April 1882 unter Missachtung anders lautender Befehle die Zitadelle stürmen. Obwohl sich die Franzosen unmittelbar hierauf zurückzogen und den Vietnamesen die Kontrolle über die Zitadelle zurückgaben, waren diese genauso alarmiert über das aggressive Vorgehen Rivières wie ihre Schutzmacht China. Die vietnamesische Regierung rief auf Vermittlung des Beraters Tang Jingsong, General der Yunnan-Armee, wiederum die Schwarzen Flaggen zur Unterstützung. Am 10. Mai 1883 ließ Liú Yǒngfú auf den Stadtmauern Hanois eine übergroße Aufforderung an die Franzosen anbringen, sich zur Schlacht zu stellen. Darauf kam es am 19. Mai zur Schlacht an der Papierbrücke (vn. Cầu Giấy, fr. Pont de Papier), in der die französischen Truppen eine schwere Niederlage hinnehmen mussten und Rivière fiel.
Der folgende Zeitabschnitt wird in Vietnam auch Tứ nguyệt tam vương („vier Monde, drei Könige“) genannt, während das Vorgehen der Kolonialmacht in den Jahren 1883–1886 in Frankreich als Tonkin-Kampagne bezeichnet wird. Frankreich nahm die Situation in Tonkin zum Anlass, weitere Truppen in den Norden zu verlegen. Nach der Niederschlagung des Aufstandes wurde die Regierung in Huế unter Androhung militärischer Gewalt zur Unterzeichnung eines vorläufigen, noch mit Kaiser Tự Đức verhandelten Protektorats-Vertrages (Harmand-Vertrag) am 25. August 1883 durch dessen Dục Đức nachfolgenden Bruder Hiệp Hòa gezwungen. Nachdem auch die Schwarzen Flaggen durch eine große französische Offensive entscheidend geschwächt worden waren, erklärten die Franzosen gegen Ende des Jahres 1883 Hà Nội zur Hauptstadt von Tonkin. Die Kolonialherren errichteten südlich von Alt-Hanoi eine moderne Verwaltungsstadt, für die auch Teile der Zitadelle und der Kaiserpaläste abgerissen wurden. Am 6. Juni 1884 musste Vietnam dann den Vertrag von Huế (Patenôtre-Vertrag) unterzeichnen, mit dem Annam und Tonkin endgültig zu französischen Protektoraten wurden. Im Chinesisch-Französischen Krieg 1884/85 zwang Frankreich China, auf Tonkin zu verzichten. Die vollständigen Annexion Vietnams vollzog sich 1887 durch Zusammenlegung der Kolonie Cochinchina mit den Protektoraten zur Union Indochinoise (Französisch-Indochina). Verwaltungs-Zentrale und Regierungssitz wurde zunächst Sài Gòn und ab dem 1. Januar 1902 bis 1945 Hà Nội. Generalgouverneur von Indochina war 1897–1902 Paul Doumer, der in seiner Amtszeit die vietnamesische Bürokratie konsequent nach französischen Interessen umformte.

### Internierungslager der japanischen Armee und Haus D67
Während des Zweiten Weltkrieges nutzte die Kaiserlich Japanische Armee nach der Besetzung von Französisch-Indochina und dem Sturz der französischen Kolonialverwaltung ab 1940/41 die Zitadelle, um tausende französische Militärangehörige zu internieren. Belegt sind Häftlinge, die im Zuge des japanischen Coup d’État (Meigō Sakusen, Operation Heller Mond) vom 9. März 1945 und in den darauffolgenden Monaten interniert wurden, und bis September 1945 von amerikanischen Soldaten befreit wurden.
Nördlich des jetzigen Museums für Militärgeschichte, auf der Fläche der ehemaligen verbotenen Stadt, liegt neben anderen Gebäuden aus der Kolonialzeit, in denen 1954 bis 1975 der nordvietnamesische Generalstab unter General Võ Nguyên Giáp seinen Sitz hatte, das untertunnelte Haus D 67 (Nhà D67). Das bis zu 70 m tiefe Bunkernetzwerk mit 60 cm dicken Wänden und Evakuierungstunneln entstand 1967 unter Überresten des Kính Thiên-Palastes. Während des Vietnamkrieges hatte sich auch das Politbüro zeitweise darin zurückgezogen. Seit 2004 ist die Anlage für Besucher geöffnet.

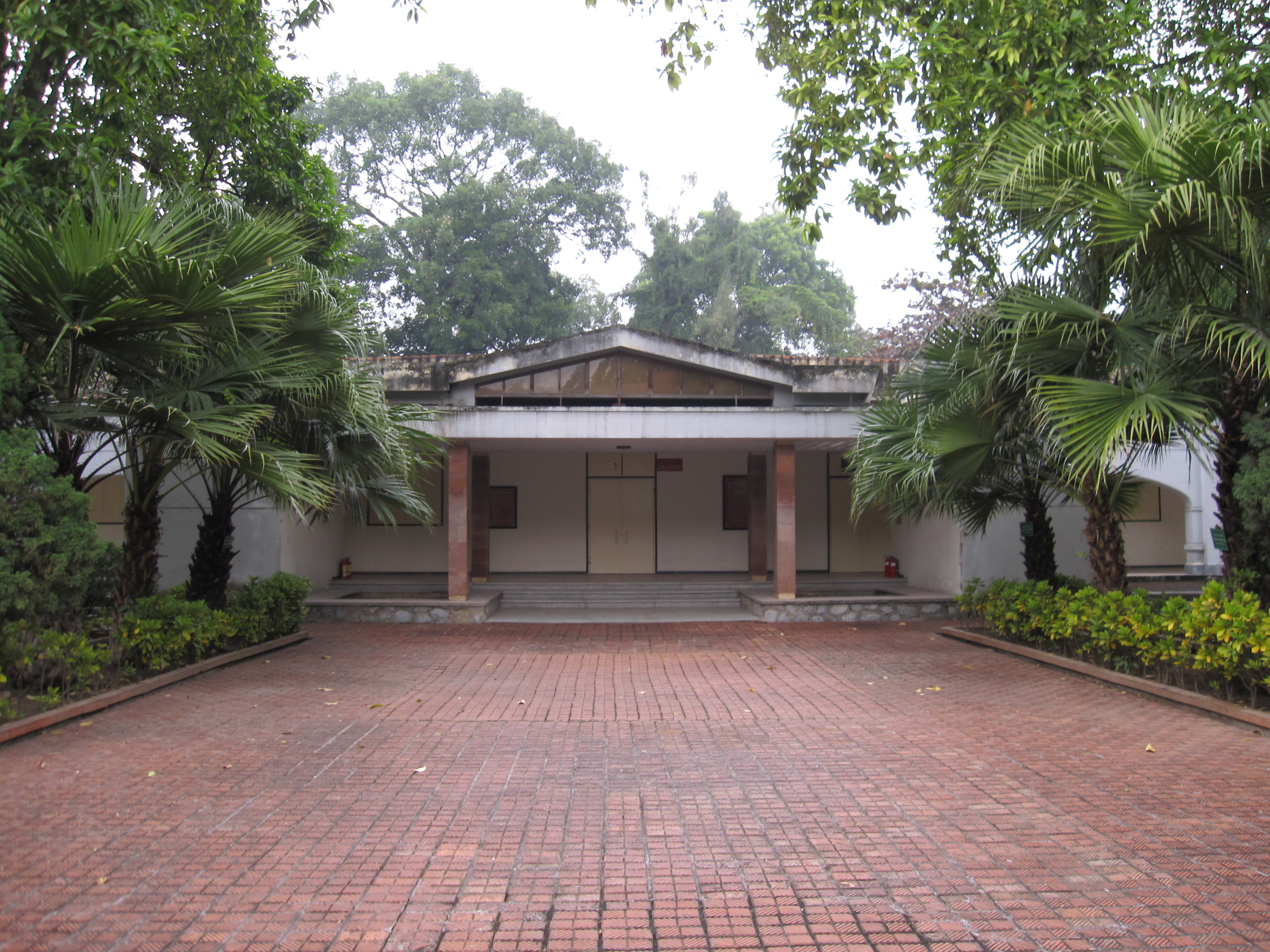
Eingang zum Haus D 67
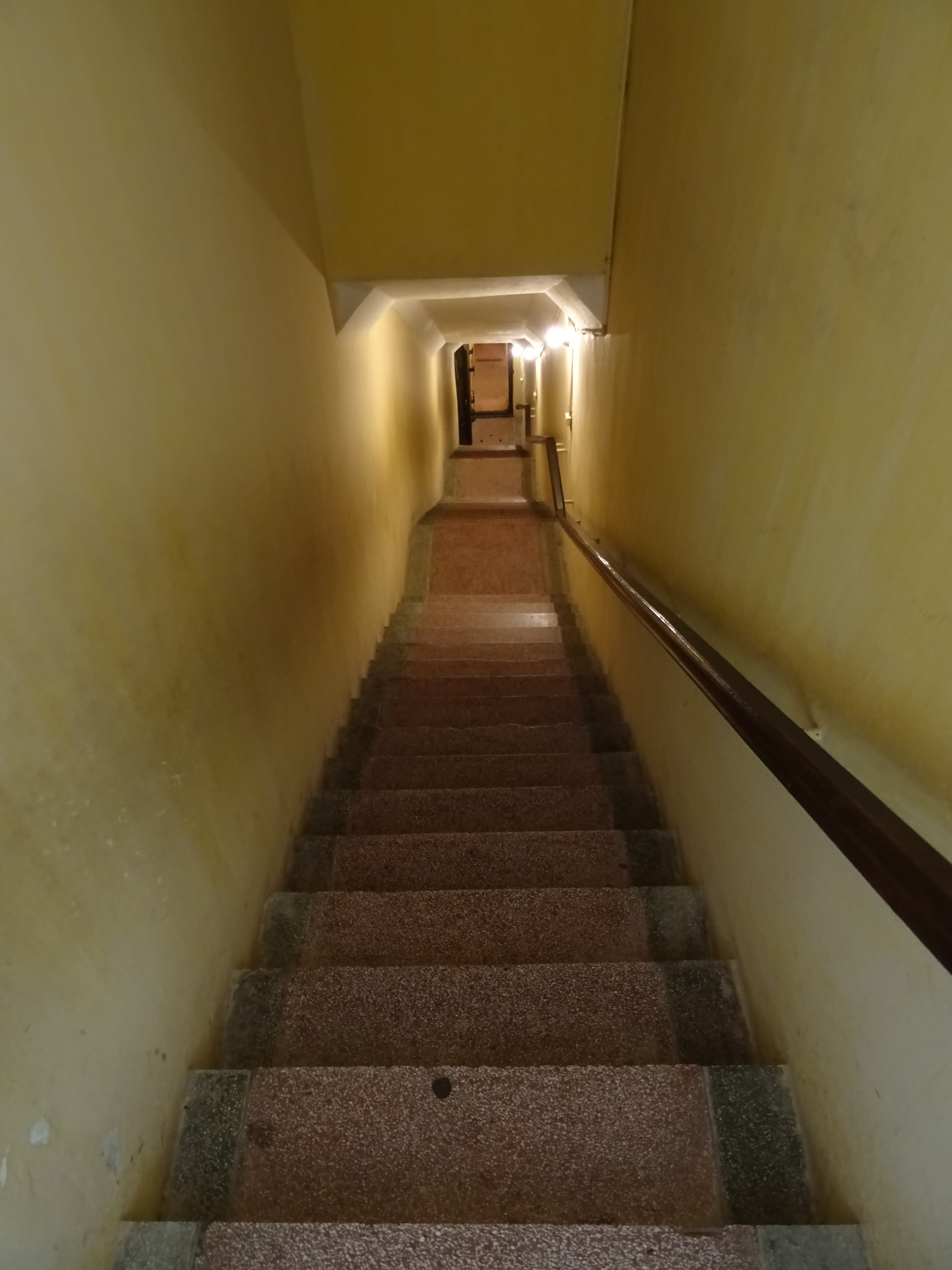
Treppe zum Bunker
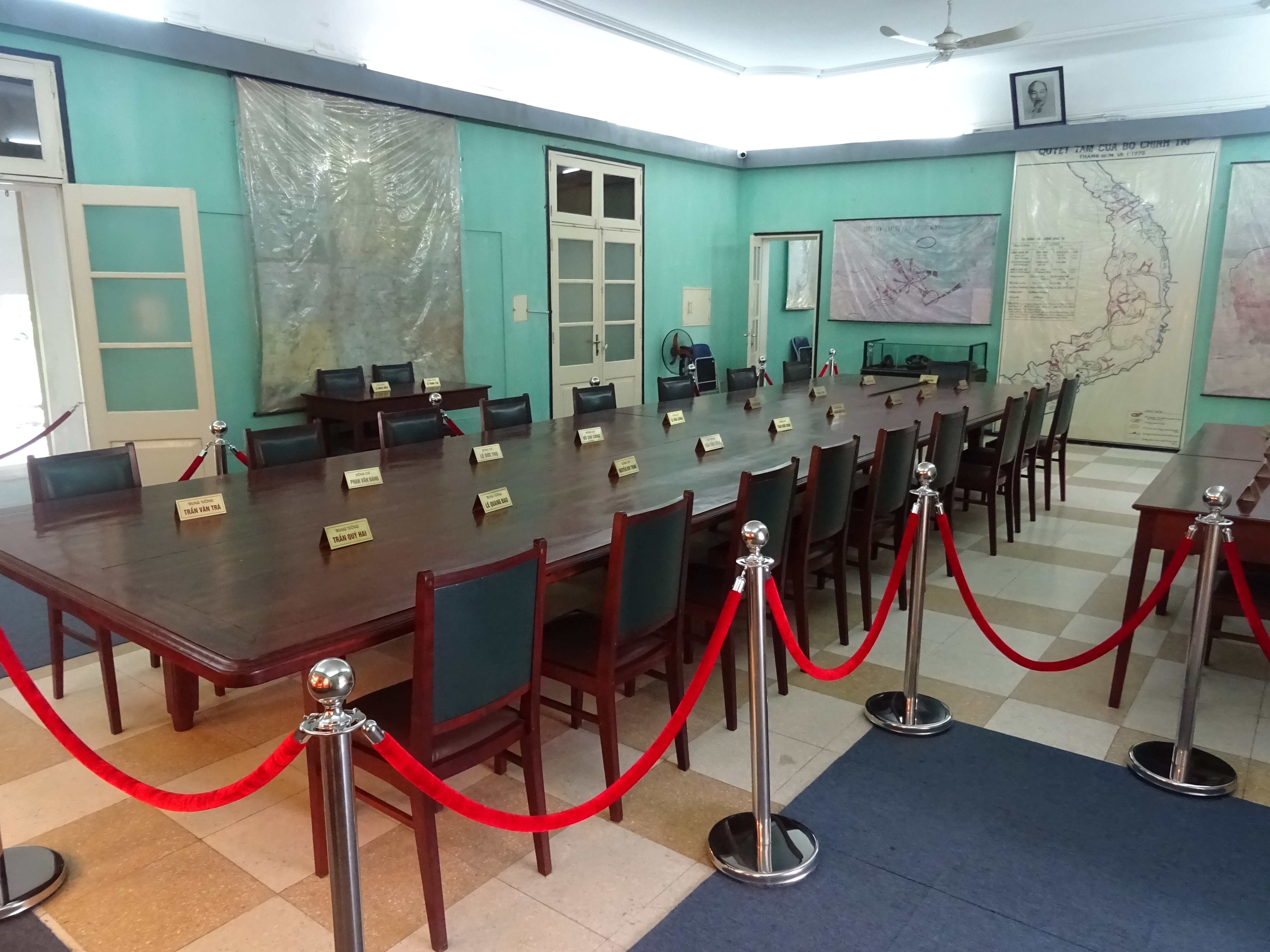
Der Konferenzraum im Bunker
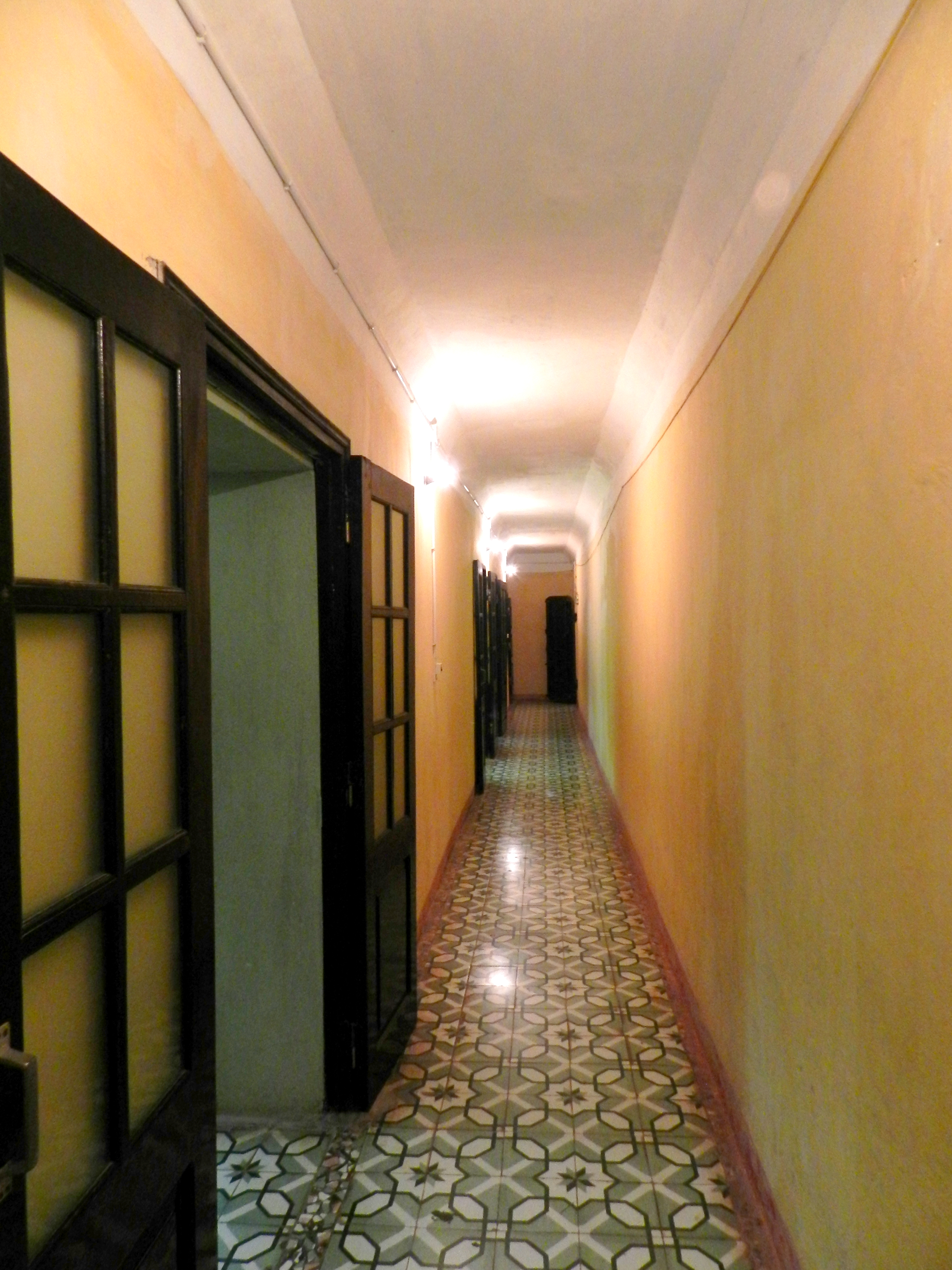
Links der Eingang zum Konferenzraum
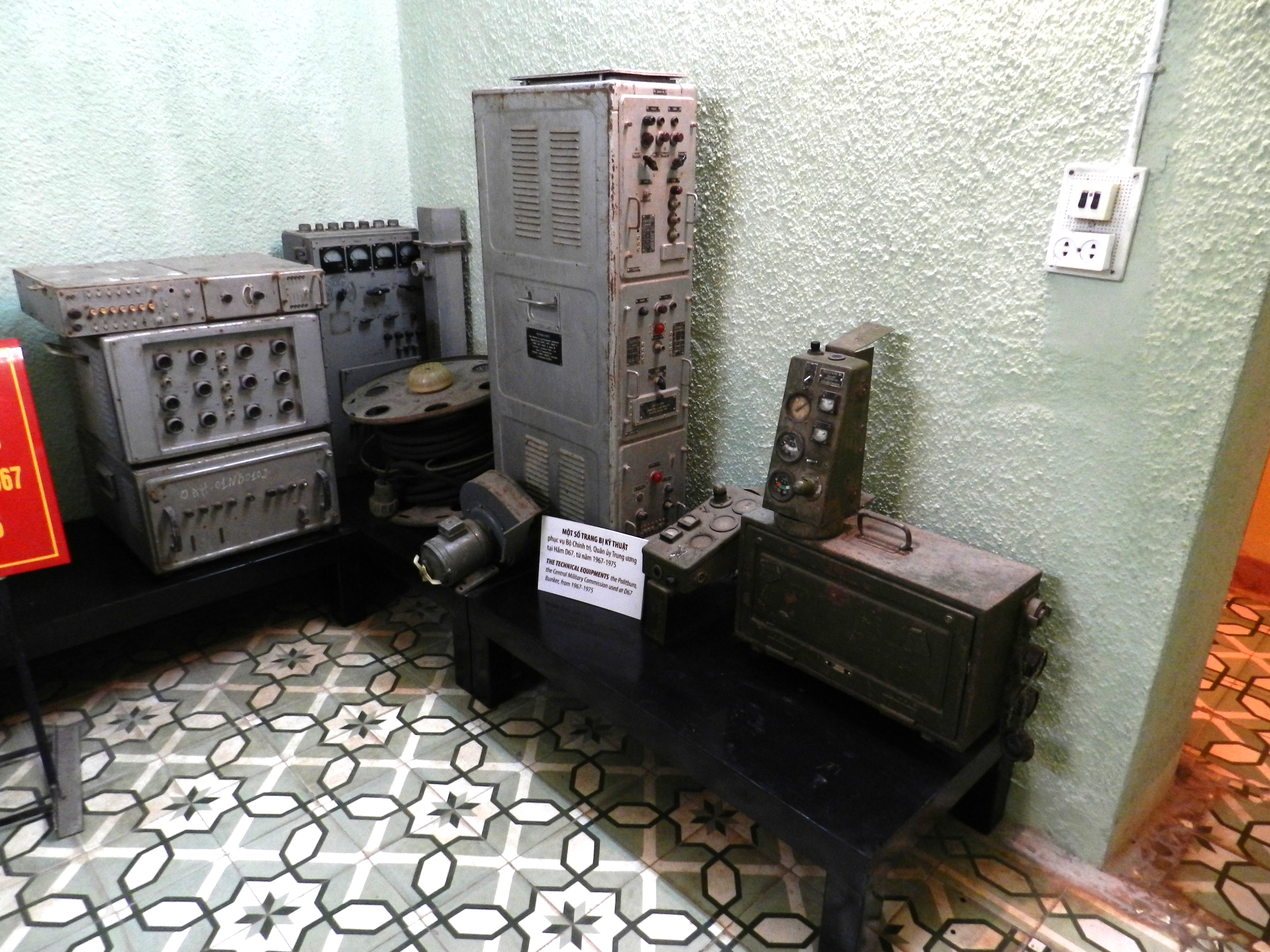
Ausrüstung, die während des Krieges verwendet wurde

## Sehenswert
Die Überreste der Zitadelle von Thăng Long sowie die Funde an der Hoàng Diệu-Straße sind spezifisch für eine regionale Kultur, die sich am Unterlauf des Sông Hồng unter Einflüssen aus China im Norden und Champa im Süden entwickelte. Die Relikte verschiedener Epochen liegen heute überwiegend im Bezirk Ba Đình.
- Zitadelle Hà Nội östlich der Überreste von Thăng Long (21° 2′ 11,5″ N, 105° 50′ 34,7″ O). Nach fünfzig Jahren als militärisches Sperrgebiet steht sie nun Besuchern teilweise wieder offen.
- Zentraltor (Đoan Môn, 21° 2′ 7,1″ N, 105° 50′ 25″ O)
- Nordtor (Cửa Bắc oder Cổng Bắc, Hán Việt-Name Chính Bắc Môn (正北門), 21° 2′ 25,8″ N, 105° 50′ 28,2″ O) mit als Relief ausgeführten chữ Hán-Inschriften.
- Flaggenturm (Cột cờ Hà Nội, 21° 1′ 57″ N, 105° 50′ 23″ O), der 33,4 m hohe Flaggenturm, eines der Wahrzeichen der Stadt, wird bis heute als Militärposten genutzt. Er wurde 1805 bis 1812 in der Nguyễn-Dynastie erbaut und im Gegensatz zu den meisten Bauwerken der Zitadelle während der französischen Besatzung nicht zerstört.
- Ausgrabungsstätte an der Hoàng Diệu-Straße 18 mit einer Fläche von 40.000 m²,[15] wegen der archäologischen Arbeiten zurzeit für die Öffentlichkeit nicht zugänglich.
- Kính Thiên-Palast mit dem Thronsaal (Điện Kính Thiên, 21° 2′ 13,4″ N, 105° 50′ 25,8″ O), unter Lê Thánh Tông in der Späten Lê-Dynastie erbaut und Ende des 19. Jahrhunderts größtenteils von den Franzosen zerstört
- Pavillon der Prinzessin (Hậu Lâu, auch Tĩnh Bắc lâu (Nordpalast), 21° 2′ 16,7″ N, 105° 50′ 25,9″ O), nach der Lehre Feng Shui erbaut, 1870 zerstört und später von den Franzosen rekonstruiert.
- Einsäulenpagode (Chùa Một Cột, 21° 2′ 8,9″ N, 105° 50′ 1″ O), von den Franzosen zerstört, heute ist eine Nachbildung zu besichtigen.
- Literaturtempel (Văn Miếu, 21° 1′ 43,5″ N, 105° 50′ 9,6″ O)
- Ausgrabungsstätte an der Ba Đình-Halle mit einer Fläche von 16.000 m² (21° 2′ 13,4″ N, 105° 50′ 14,1″ O).

## Galerie

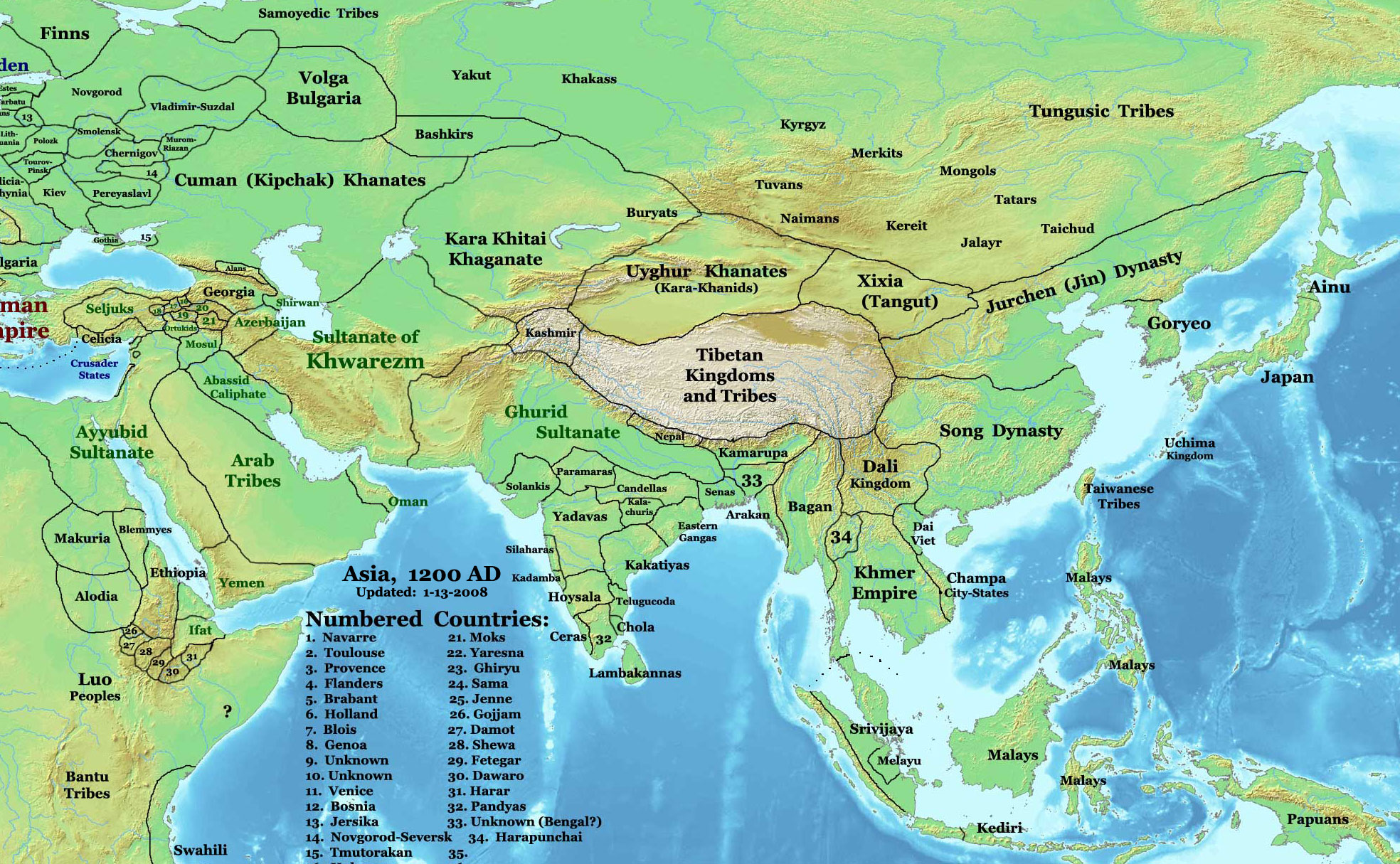
Politische Karte Asiens um 1200
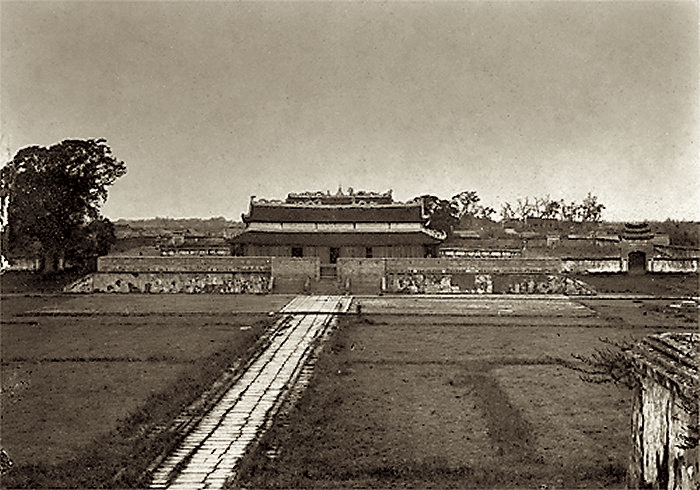
Der Hauptpalast Kính Thiên, Späte Lê-Dynastie, im 19. Jh. zerstört
Diagramm der Ausgrabungen am Kính Thiên-Palast
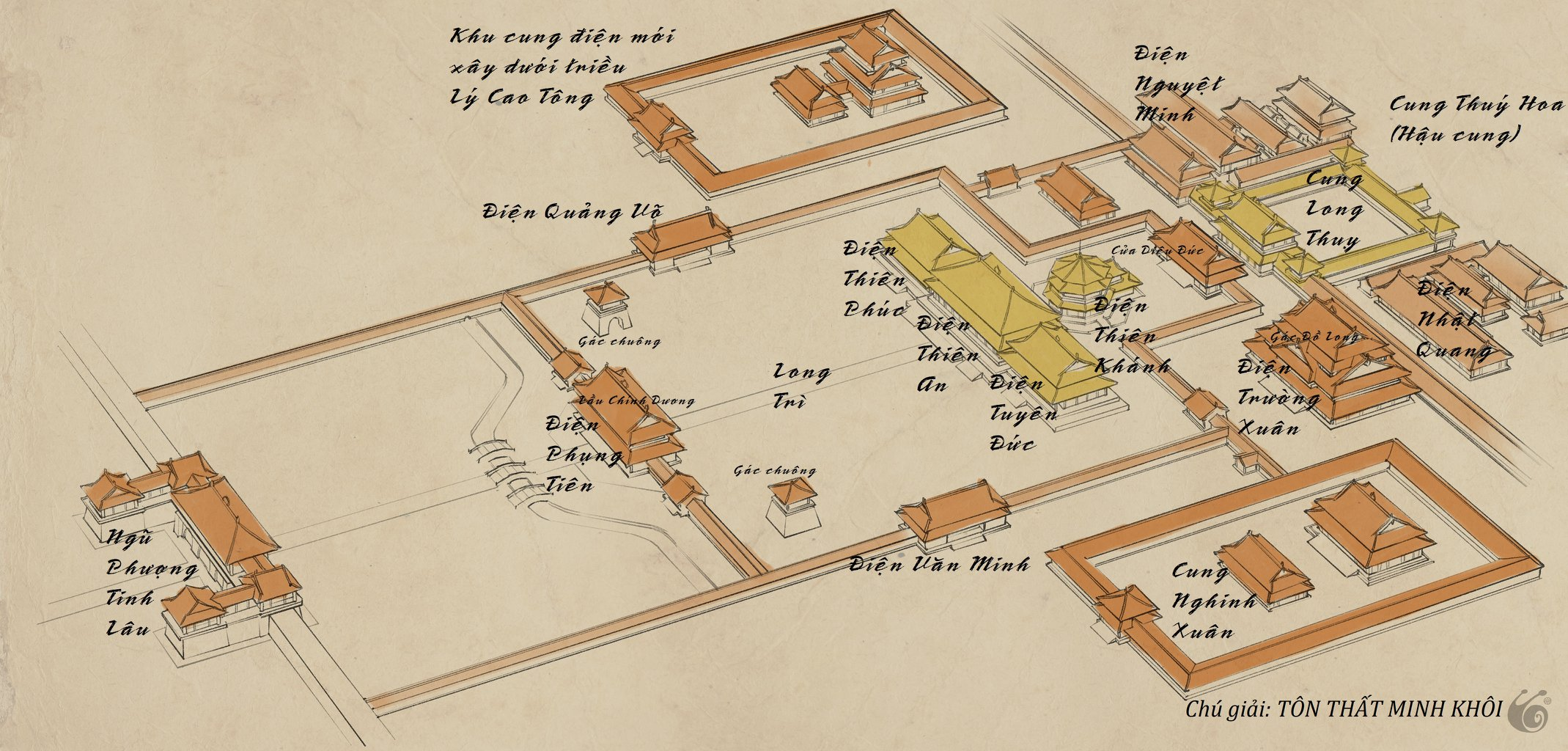
Schematische Darstellung der Verbotenen Stadt zur Zeit der Lý-Dynastie mit einigen der wichtigsten Paläste
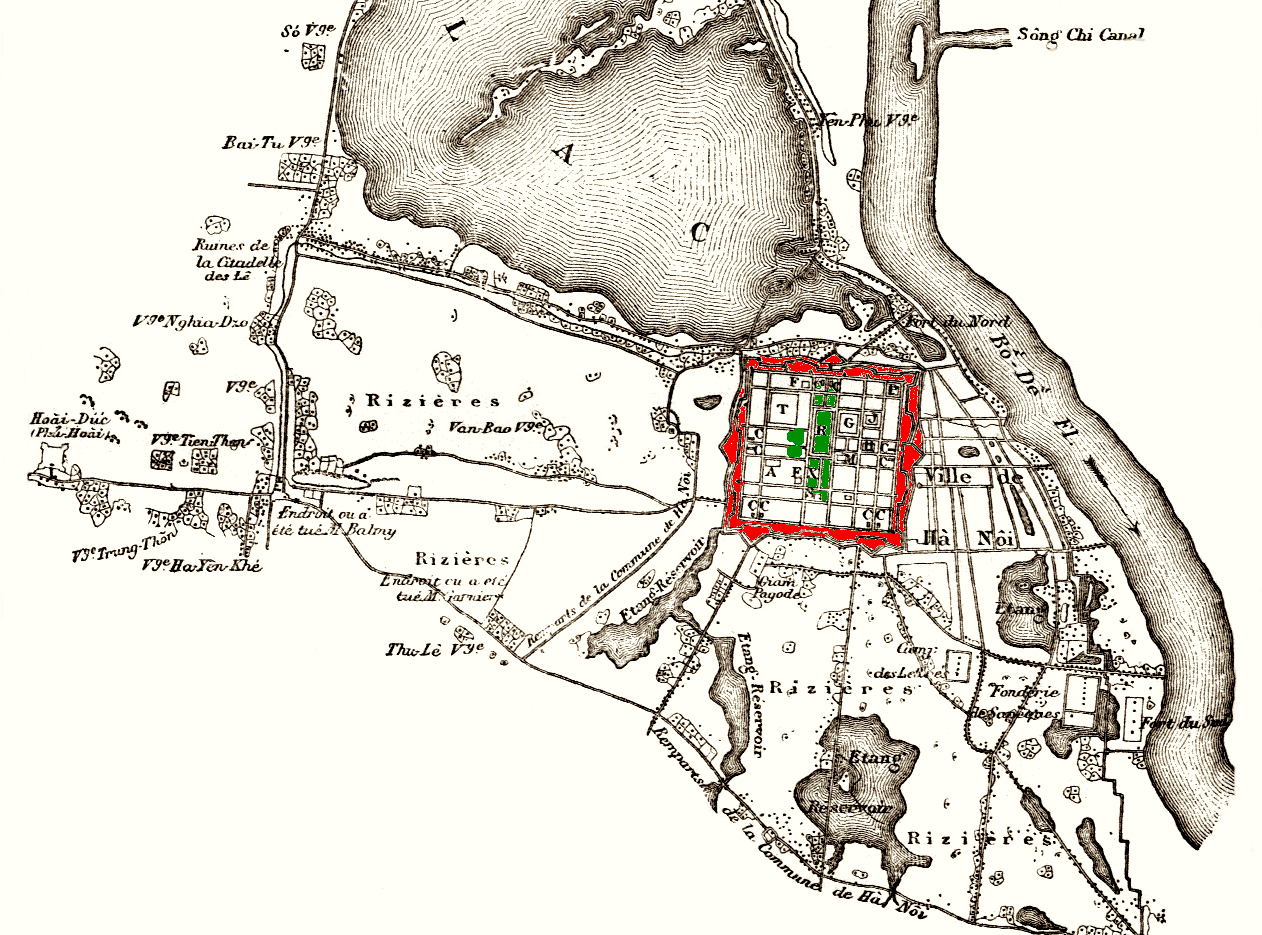
Historische Karte, 1873, koloriert
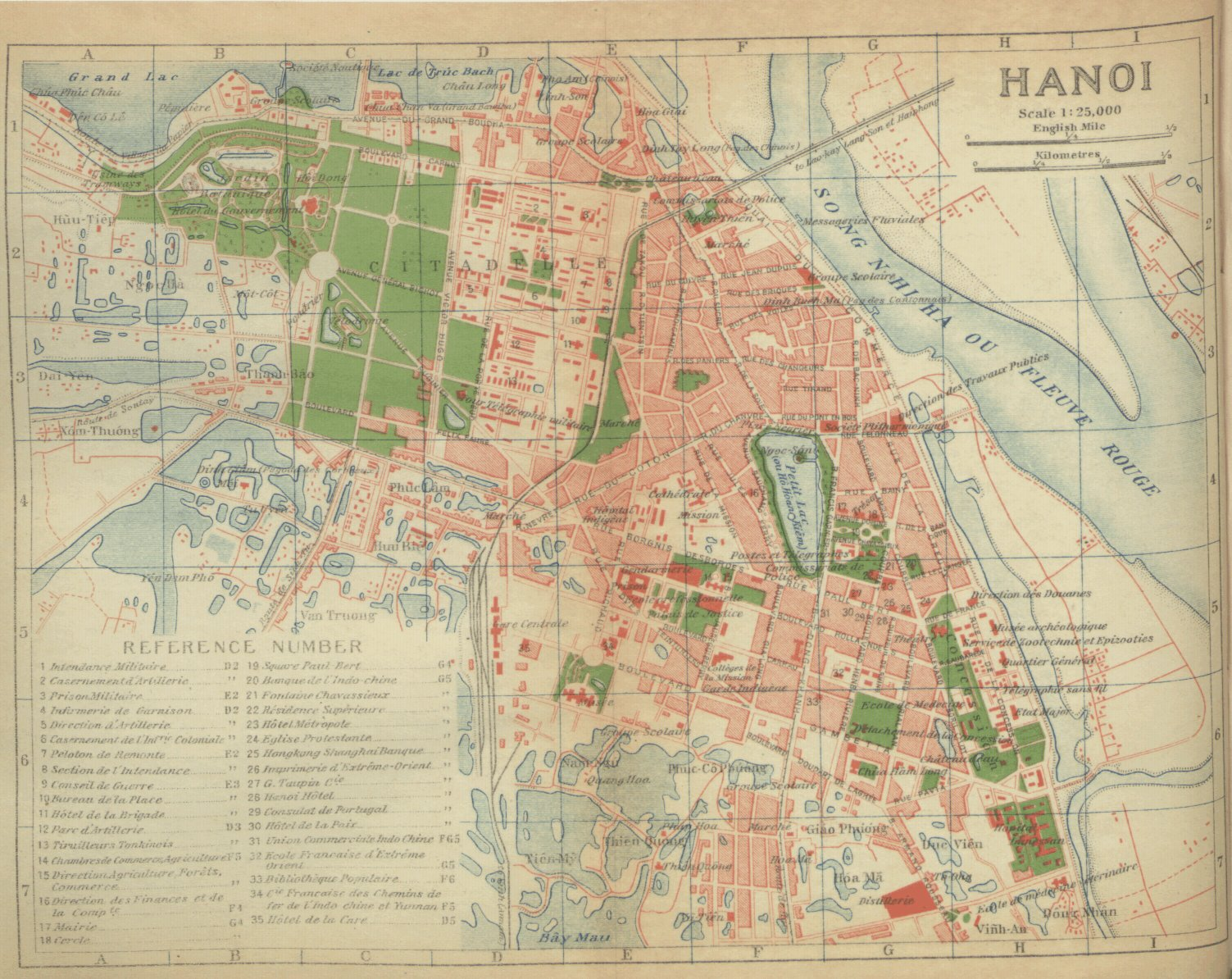
Hanoi auf einer Karte des japanischen Eisenbahn-Ministeriums von 1920

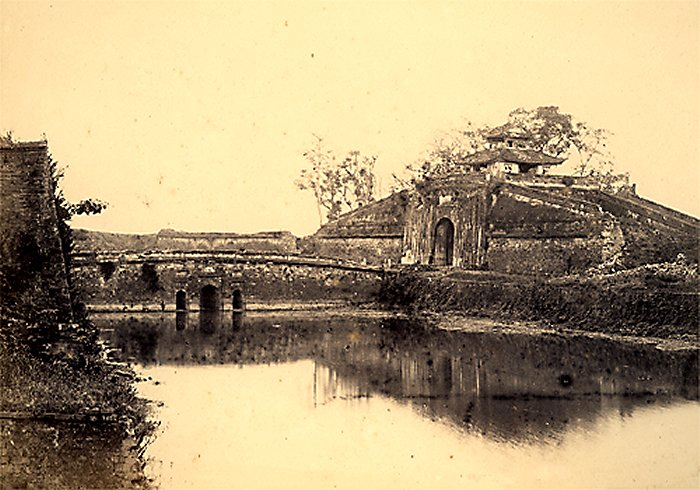
Nordtor der Zitadelle Hanoi von außen…
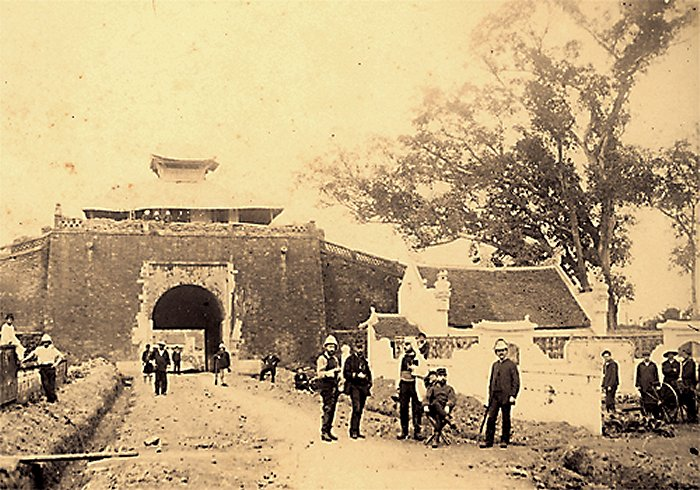
…und von innen (1884/1885)
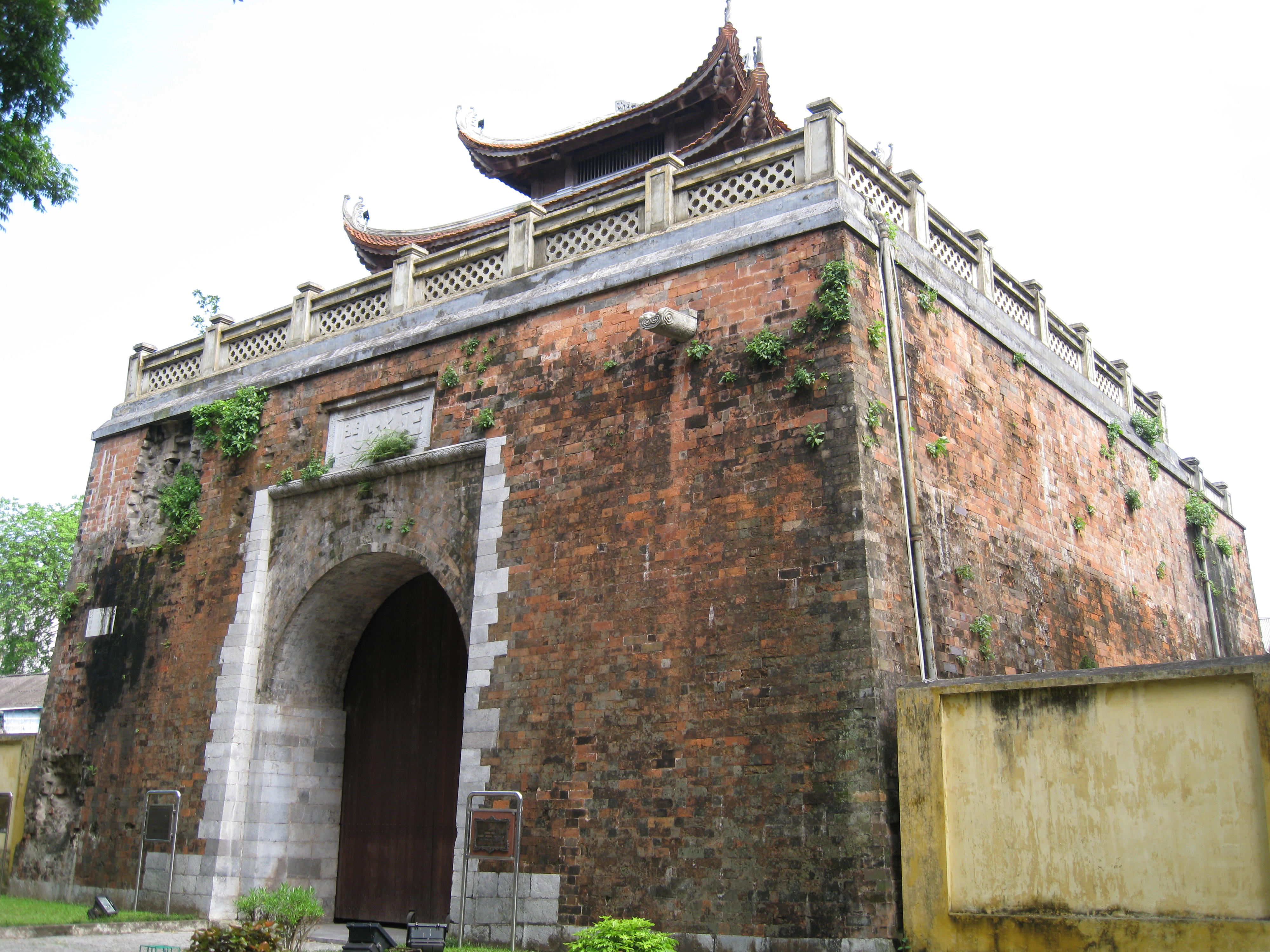
Aktuelle Aufnahme des Nordtores
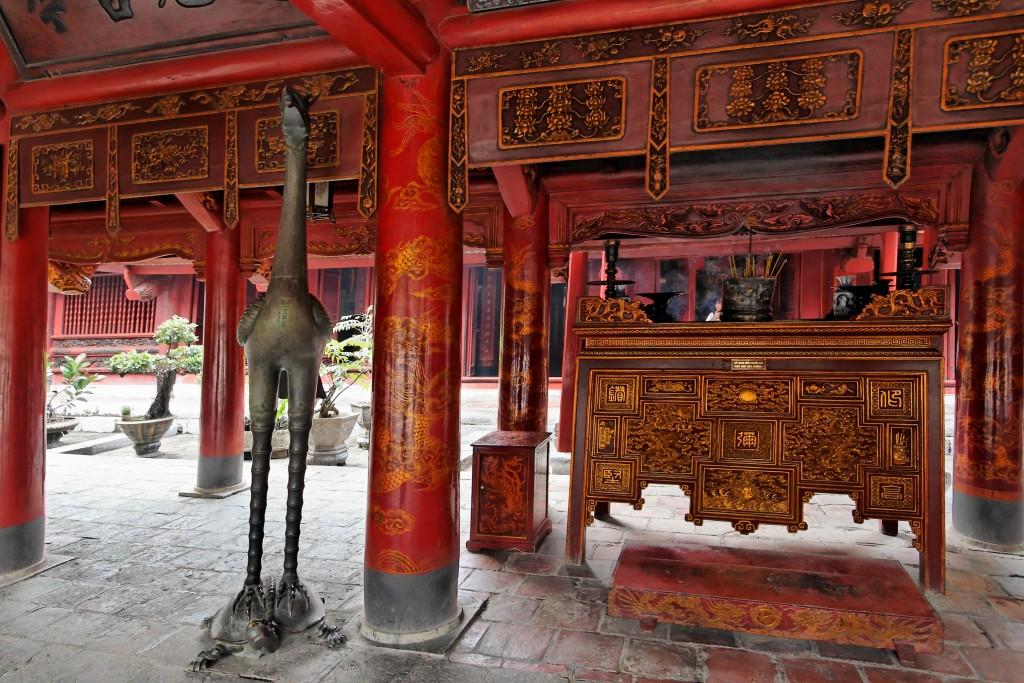
Haupthalle des Literaturtempels
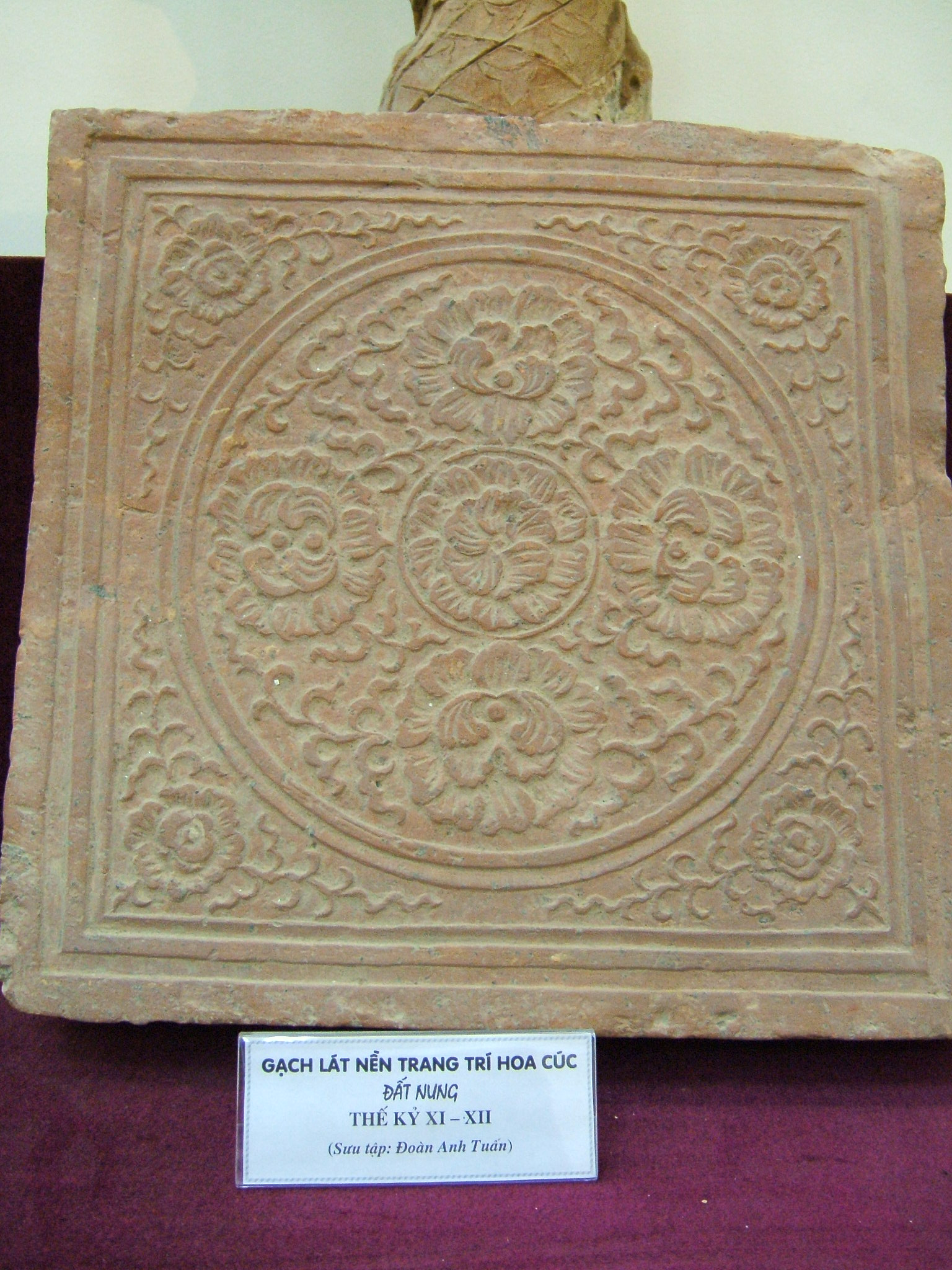
Fliese mit Chrysanthemen-Motiven, 11. bis 12. Jh.
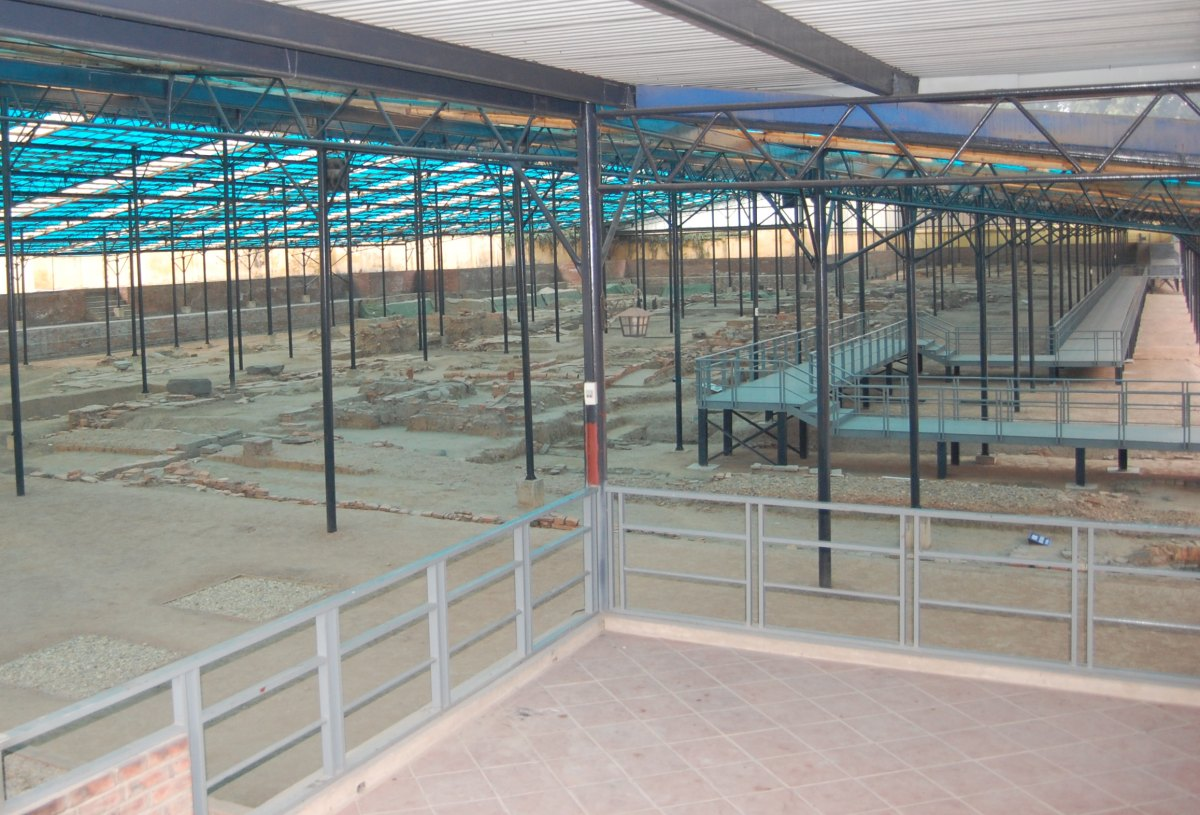
An der Hoàng Diệu 18